# Cerisaie (métro de Lausanne)
Pour les articles homonymes, voir Cerisaie.
Cerisaie est une station de métro de la ligne M1 du métro de Lausanne, située avenue du Tir-Fédéral à cheval entre les communes d'Écublens et de Chavannes-près-Renens, à l'ouest de l'agglomération lausannoise, dans le canton de Vaud.
Mise en service en 1991, c'est une station accessible aux personnes à mobilité réduite.

## Situation sur le réseau
Établie à 398 mètres d'altitude, la station Cerisaie est établie au point kilométrique (PK) 6,070 de la ligne M1 du métro de Lausanne, entre les stations Bassenges (direction Lausanne-Flon) et Crochy (direction Renens-Gare) et, la ligne étant à voie unique, elle sert de point de croisement.

## Histoire
Comme toute la ligne, les travaux de construction de la station débutent en 1988 et elle est mise en service le 2 juin 1991, lors de l'ouverture à l'exploitation de la ligne M1. Son nom a pour origine le chemin de la Cerisaie qu'elle longe. C'est une station sur un seul niveau, construite au niveau du sol le long de l'avenue.
La station est rénovée entre juin et septembre 2017, avec notamment la pose d'un nouveau mobilier dépourvu de bancs, remplacés par des appuis ischiatiques en raison des normes concernant l'espace à laisser libre sur le quai entre la voie et l'abri qui est trop faible,.

## Service des voyageurs

### Accès et accueil
La station est construite sur le flanc est de l'avenue du Tir-Fédéral et est accessible de plain pied. Cette configuration ne nécessite donc ni ascenseurs ni escaliers mécaniques, et lui permet d'être accessible aux personnes à mobilité réduite. Elle dispose de deux quais, encadrant les deux voies.

### Desserte
La station Cerisaie est desservie tous les jours de la semaine, la ligne fonctionnant de 5 h 15 à 0 h 45 du matin (à partir de 5 h 50 les dimanches et fêtes) environ, par l'ensemble des circulations qui parcourent la ligne. Les fréquences varient entre 5 et 15 minutes selon le jour de la semaine,. La station est fermée en dehors des heures de service de la ligne.

### Intermodalité
Des correspondances sont possibles avec la ligne de bus des TL 33 à distance, à l'arrêt Pontet.

### Encyclopédie spécialisée
- [DEHA97] Michel Dehanne, Michel Grandguillaume, Gérald Hadorn, Sébastien Jarne, Jean-Louis Rochaix et Annette Rochaix, Voies normales privées du Pays de Vaud, Lausanne, BVA, 1997 (ISBN 2-88125-010-6)